# معتقدات هتلر السياسية

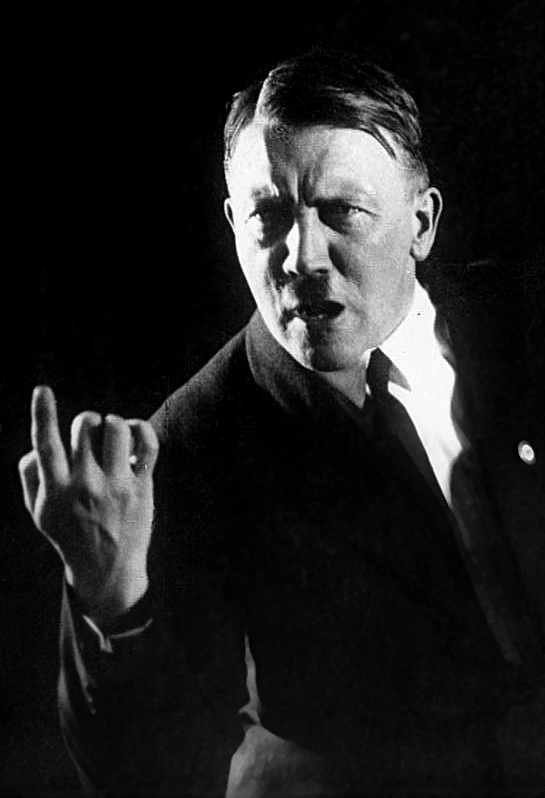
هتلر يتدرب على أحد خطاباته وإيماءاته في 1927

يواجه المؤرّخون وكاتبو السيَر في تقديم معتقدات هتلر السياسية شيئَا مِن الصعوبة. أخضع هتلر كتاباته وأساليبه للتعديل المتكرر تبعًا للحاجة والظرف المُعطى، رغم وجود بعض الموضوعات الثابتة، بما فيها معاداة السامية، ومعاداة الشيوعية، ومعاداة النظام البرلماني، واعتناق فكرة مساحة العيش الألمانية، والإيمان بتفوّق العِرق الآري، وشكلًا متطرّفًا من العصبية القومية الألمانية. ادّعى هتلر بنفسه أنه كان يحارب «الماركسية اليهودية».
تشكّلت معتقدات أدولف هتلر السياسية خلال فترات زمنية، أهمها: أولًا، السنوات التي أمضاها شابّاً شديد الفقر في فيينا وميونخ قبل فترة الحرب العالمية الأولى التي شهدت انكبابه على قراءة المنشورات السياسية ذات الطابع القومي والصحف المعادية للسامية وانصرافه عن الصحف الرئيسية والأحزاب السياسية. ثانيًا، الشهور الأخيرة للحرب العالمية الأولى عندما هُزمت ألمانيا في الحرب والتي يُقال أنها سبّبت إلهاب مشاعر هتلر القومية المتطرفة، ورغبته «بإنقاذ» ألمانيا من «أعداء» الخارج وأعدائها في الداخل، الذين «خانوا» ألمانيا في ظنّه. ثالثًا، عقد العشرينيات من القرن الماضي الذي شهد بدايات عمله السياسي والذي كتب خلاله كتابه كفاحي. تخلى هتلر رسميّاً عن جنسيته النمساوية في 7 أبريل 1925، ولكنه لم يحصل على الجنسية الألمانية حتى سبع سنوات بعد ذلك التاريخ، وهو ما خوّله بالترشّح لمنصب حكومي. تأثر هتلر ببينتو موسوليني الذي عُيّن رئيسًا لوزراء إيطاليا في أكتوبر من العام 1922 بعد تنظيمه «الزحف على روما». من أوجه عديدة، يجسّد هتلر «قوّة الشخصية في الحياة السياسية»، كما ذكر فريدريش ماينكه. أدّى هتلر دورًا جوهريّاً في هيكلية النازية من حيث جاذبيتها السياسية وتجليّاتها في ألمانيا. شدّد هتلر على مبدأ القيادة الذي كان يعني طاعة الأتباع العمياء لقادتهم. اعتبر هتلر بنية الحزب، ولاحقًا الحكومة، كهرَم، وهو شخصيّاً في موقع القائد المعصوم عن الخطأ في القمة.
آمن هتلر إيمانًا عميقًا بأن قوة الإرادة لها دورٌ حاسم في رسم المسار السياسي للدولة، وسوّغ تصرفاته بناءً على ذلك. نظرًا لتعيين هتلر «قائدًا الرايخ الثالث مدى الحياة»، فقد «جسّد السلطة العليا للدولة، وكونه منتدبًا عن الشعب الألماني»، يقع على عاتقه تحديد «الشكل الخارجي وبنية الرايخ». لتحقيق هذا الهدف، امتزج الطموح السياسي لدى هتلر بأيديولوجيا جمعت بين معاداة السامية بنستختَيها التقليديّتين النمساوية والألمانية ودوغما عِرقيّة ثقافويّة نهضت على شذرات من الداروينية الاجتماعية  وأفكار بغالبها مستقاة من غير مصادرها، ولم تُفهم سوى بصورة جزئية لكلّ مِن فريدريك نيتشه، وآرثر شوبنهاور، وريتشارد فاغنر، وهيوستن ستيورات تشامبيرلين، وآرتور دي غوبينو، وألفريد روزينبرغ، وبول دي لاغراد، وجورج سيرويل، وألفريد بلوتس، وغيرهم.

## عمله كعميل استخبارات عسكرية
خلال الحرب العالمية الأولى، فقد هتلر بصره لفترة محدودة بسبب هجوم بغاز الخردل في 15 أكتوبر 1918، خضع إثره للعلاج في مشفىً في بازيفالك. خلال وجوده في المشفى، وصلت هتلر أخبار هزيمة ألمانيا في الحرب، وفرض تطبيق الهدنة في 11 نوفمبر. وفقاً لما ذكره نفسه، عند سماعه بالأخبار، عانى من نوبة ثانية من فقدان البصر. بعد مرور أيام على تلقّيه الخبر الكارثي والقبول به، ذكر هتلر فيما بعد القرار الذي اتخذه حينها: «أصبح قدري واضحاً بالنسبة لي... فقد قررت دخول عالم السياسة». في 19 نوفمبر 1918، أُخرج هتلر من مشفى بازيفالك، وعاد إلى ميونخ التي كانت تشهد في ذلك الوقت حالةً من الفوضى خلال فترة جمهورية الشعب الاشتراكية. عند وصوله في 21 نوفمبر، فُرِز هتلر إلى الوحدة السابعة ضمن كتيبة الاحتياط الأولى التابعة لفوج المشاة الثاني. في ديسمبر، أُعيد فرزه كحارس إلى معسكر أسرى الحرب في تراونشتاين. بقي هناك حتى حلّ المعسكر في يناير 1919.
عند عودته إلى ميونخ، أمضى هتلر عدة أشهر في الثكنات العسكرية انتظارًا لقرار فرزه. خلال هذه الفترة التي قضاها في ميونخ كان هتلر في منطقة الجمهورية البافارية، التي كانت ما تزال تعيش حالةً من الفوضى وشهدت عدة عمليات اغتيال، كان منها اغتيال السياسي الاشتراكي كورت أيسنر الذي أرداه قتيلًا بالرصاص متعصب قومي في 21 فبراير 1919 في ميونخ. أصيب منافس آيسنر، إيرهارد آور، بجراح خطيرة هو الآخر في هجوم عليه. شملت أعمال العنف الأخرى مقتل كلّ مِن الميجور باول ريتر فون يارهايس والسياسي المحافظ هاينريش أوزيل. خلال فترة الاضطراب السياسي هذه، أرسلت برلين الجيش، والذي أطلق عليه الشيوعيون تسمية «الحرس الأبيض للرأسمالية». في 3 أبريل 1919، انتُخب هتلر كضابط اتصال في كتيبته العسكرية وانتُخب مرة أخرى في 15 أبريل. خلال هذه الفترة حضّ هتلر أفراد كتيبته ألّا ينخرطوا في القتال إلى أيّ من الجانبين. تمّ الإجهاز على الجمهورية البافارية السوفييتية بشكل رسمي في 6 مايو 1919، عندما أعلن الفريق بورجهارد فون أوفن وقواته العسكرية عن تأمين المدينة. وضمن حملة الملاحقات والإعدامات المستتبعة، اتهم هتلر ضابط اتصالات آخر، جورج دوفتر، بأنه «مُثير قلاقل سوفييتي متطرف». أدّت الشهادات الأخرى التي أدلى بها هتلر أمام لجنة تقصي الحقائق العسكرية إلى استئصال ضباط عسكريين آخرين «أصابتهم لوثة الحمى الثورية». بسبب معتقداته المعادية للشيوعية، نجى هتلر من الطرد من الجيش بعد تفكيك وحدته العسكرية في مايو 1919.
في يونيو 1919، نُقل هتلر إلى مكتب تسريح فوج المشاة الثاني. في هذا الوقت تقريبًا، أصدرت القيادة العسكرية الألمانية مرسومًا مفاده أن الأولوية الرئيسة للجيش تتمثل في المراقبة، بالتعاون مع الشرطة، الأكثر صرامة للسكان، حتى يمكن اكتشاف أي اضطرابات جديدة وإخمادها مباشرةً. في مايو 1919، أصبح كارل ماير قائدًا للكتيبة السادسة لفوج الحراس في ميونيخ، ومن 30 مايو رئيسًا لقسم التعليم والدعاية التابع لرايخويهر بافاريا، في المقر رقم 4. من قسم الاستخبارات، جند ماير هتلر بصفته عميلًا سريًا في أوائل يونيو 1919. في ظل رئاسة النقيب ماير رُتبت دورات الفكر القومي في معسكر ليشفيلد التابع للرايخويهر بالقرب من أوغسبورغ، وحضر هتلر هذه الدورات من 10-19 يوليو 1919. خلال هذا الوقت أعجب ماير بهتلر جدًا لدرجة أنه كلفه بمنصب القائد التعليمي لمناهضة البلاشفة بصفته واحدَا من 26 مدرسًا في صيف عام 1919.
ساعدت هذه الدورات التي درسها هتلر على نشر فكرة أن هناك كبش فداء مسؤول عن اندلاع الحرب وهزيمة ألمانيا. بدأت مرارة هتلر من انهيار المجهود الحربي في تشكيل أيديولوجيته. مثل غيره من القوميين الألمان، اعتقد هتلر بأسطورة الطعنة في الظهر التي تزعم أن الجيش الألماني، الذي لا يُهزم في ميدان القتال، قد تعرض للطعن في الظهر في الجبهة الداخلية من قبل القادة المدنيين والماركسيين، الذين أطلِق عليهم فيما بعد اسم مجرمي نوفمبر. وُصف اليهود الدوليون بأنهم آفة مؤلفة من الشيوعيين الذين يدمرون ألمانيا بلا هوادة. كان كبش الفداء هذا ضروريًا لمسيرة هتلر السياسية ويبدو أنه كان يعتقد حقًا أن اليهود مسؤولون عن مشكلات ألمانيا بعد الحرب.
في يوليو 1919، عُين هتلر عميلًا في الاستخبارات في كوماندوز الاستطلاع التابع للرايخويهر، للتأثير على الجنود الآخرين والتسلل إلى حزب العمال الألماني. ألقى هتلر -مثل النشطاء السياسيين في حزب العمل الديمقراطي- اللوم في خسارة الحرب على المؤامرات اليهودية في الداخل والخارج، واعتنق المعتقدات السياسية القومية الألمانية بقصد إحياء عظمة ألمانيا عن طريق تحطيم معاهدة فرساي. على هذا المنوال، أعلن هتلر أن «النير الألماني لا يكسره إلا الحديد الألماني».

## حزب العمال الألماني

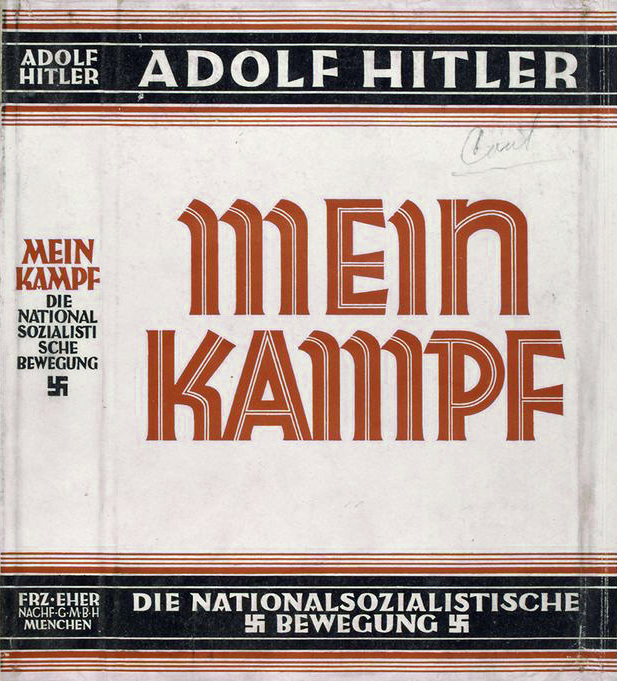
كتاب كفاحي، كتبه أدولف هتلر عام 1925م

في سبتمبر عام 1919، كتب هتلر أول نص اعتُبر معاديًا للسامية، بناءً على طلب ماير ردًا على استفسار من أدولف جيمليش الذي اشترك في نفس «الدوائر الثقافية» التي اشترك بها هتلر. في تقريره المذكور، دافع هتلر عن «معاداة عقلانية للسامية» لا تلجأ إلى أسلوب اضطهاد بوغروم، ولكن بدلًا عن ذلك «تحارب بشكل قانوني وتنتزع الامتيازات التي يتمتع بها اليهود دونًا عن غيرهم من الأجانب الذين يعيشون بيننا. ويجب أن يكون الهدف الرئيسي، على أي حال، الطرد النهائي لليهود أنفسهم». فهمت غالبية الناس في ذلك الوقت هذه الفكرة على أنها دعوة صريحة للتهجير القسري. لدى أوروبا تاريخ طويل في تهجير وطرد اليهود وما يُعرف باسم رسوم الإيمان (أوتو دا فيه) التي طبقتها محاكم التفتيش.
من خلال دراسته لنشاطات حزب العمال الألماني، انبهر هتلر بأفكار مؤسس الحزب أنتون دريكسلر القومية، والمعادية للسامية، والرأسمالية، والماركسية. بالمقابل، أُعجب دريكسلر بقدرات هتلر الخطابية، ودعاه إلى الانضمام لحزب العمال الألماني في 12 سبتمبر 1919. امتثالًا لأوامر العديد من رؤسائه، تقدم هتلر بطلب الانضمام للحزب، وقُبلت عضويته خلال أسبوع برقم 555 (بدأ الحزب بإحصاء العضوية ابتداءً من الرقم 5 ليُعطي انطباعًا بأنه حزب ذو قاعدة عريضة). في كتابه كفاحي، زعم هتلر لاحقًا بنه كان العضو رقم 7 في الحزب، وكان فعلًا العضو التنفيذي رقم 7 في لجنة الحزب المركزية.
سُرّح هتلر من الجيش في 31 مارس 1920، وبدأ عمله بوقت كامل لصالح الحزب. بعد إثبات قدراته الخطابية والدعائية، وبمساعدة دريكسلر، أصبح هتلر مسؤول البروباغندا في الحزب في بدايات عشرينيات القرن العشرين. عندما طرح أعضاء الحزب القدامى بيانهم الحزبي ذا النقاط الخمس والعشرين (بمشاركة هتلر، وأنتون دريكسلر، وغوتفريد فيدير، وديتريش إيكارت)، كان البند الأول من بنات أفكار هتلر الذي كشف عن نيته بتوحيد جميع الشعوب الناطقة باللغة الألمانية، زاعمًا أن الحزب يطالب بـ«توحيد جميع الألمان في ألمانيا العظمى على أساس حقوق جميع الشعوب في تقرير المصير». بحلول ربيع عام 1920، وقف هتلر وراء تغيير اسم الحزب إلى حزب العمال القومي الاشتراكي الألماني، الذي اشتُهر باسم الحزب النازي. بضغط من هتلر، تبنى الحزب شعار الصليب المعقوف، وهو بالأصل أيقونة معروفة لجلب الحظ السعيد، استُعملت سابقًا في ألمانيا كعلامة لحركة الفولكيش الشعبية و«القومية الآرية»، بالإضافة إلى التحية الرومانية التي استخدمها الفاشيون الإيطاليون. في ذلك الوقت، كان الحزب النازي واحدًا من عدة مجموعات متطرفة صغيرة في ميونخ، ولكن خطابات هتلر المحمومة في الحانات راحت تستقطب جمهورًا منتظمًا. أبدع هتلر في توظيف الموضوعات الشعبوية، بما فيها لوم عدة أطراف واتهامهم بإحداث الأزمات الاقتصادية التي يعاني منها مستمعوه. اكتسب هتلر شهرةً بسبب خطاباته ذات الطبيعة السجالية المعارضة لمعاهدة فيرساي، وخصومه السياسيين، وخصوصًا الماركسيين واليهود. وظف هتلر طبيعته الكارزمية وفهمه لسيكولوجيا الجمهور لصالحه خلال إلقائه خطاباته العامة.
بينما كان هتلر وإيكارت يجمعان التبرعات في برلين في يوينو عام 1920، وقع تمرد ضمن الحزب النازي في ميونخ. أراد بعض أعضاء اللجنة المركزية الاندماج مع الحزب المنافس، الحزب الاشتراكي الألماني. عاد هتلر إلى ميونخ في 11 يونيو، وقدم استقالته بكل غضب. أدرك أعضاء اللجنة المركزية أن استقالة الشخصية القيادية والناطق الأشهر باسم الحزب سوف يعني انتهاء الحزب برمته. أعلن هتلر عن استعداده للعودة إلى الحزب بشرط أن يحل مكان دريكسلر أمينًا عامًا للحزب، وأن تبقى الأمانة العامة للحزب في ميونخ. رضخ أعضاء اللجنة المركزية لطلبات هتلر، وفي 29 يوليو عام 1921، انعقد اجتماع حزبي خاص لتعيين هتلر رسميًا أمينًا عامًا للحزب (كانت نتيجة التصويت 543 صوتًا لصالح هتلر، وصوت واحد معارض).

رسّخ هتلر مبدأ الزعيم، الذي اعتمد على طاعة الأتباع العمياء لرؤسائهم، انطلاقًا من اعتبار هتلر بنيةَ الحزب، ولاحقًا الحكومة، هَرَمًا، وهو شخصيًا في موقع القائد المعصوم عن الخطأ في القمة. لم تتحدد المرتبة في الحزب وفقًا للانتخابات، بل مُلئت المناصب عبر تعيين يحدده من هم في المراتب العليا، والذين استلزموا انصياعًا تامًا لإرادة القائد.